# Ngũ vị tử nhẵn
Ngũ vị tử nhẵn (danh pháp: Schisandra glabra) là một loài thực vật có hoa trong họ Schisandraceae. Loài này được (Brickell) Rehder miêu tả khoa học đầu tiên năm 1944.